# Matīss Kivlenieks
Matīss Edmunds Kivlenieks (Riga, 26 de agosto de 1996 - Novi, 4 de julio de 2021) fue un jugador profesional de hockey sobre hielo letón que jugó para el Prizma Riga de la Liga Superior de Hockey de Letonia (LHL), los Cleveland Monsters de la American Hockey League (AHL) y el Columbus Blue Jackets de la National Hockey League (NHL) entre 2012 y 2021. Falleció el 4 de julio de 2021 después de ser impactado accidentalmente por fuegos artificiales.

## Primeros años
Matīss Kivlenieks nació en Riga, Letonia. Su padre falleció por causas naturales cuando él era joven. Su madre y su padrastro son restauradores. Kivlenieks tenía una hermana menor. Habla con fluidez letón, ruso y, después de jugar en Estados Unidos, inglés. Comenzó a jugar hockey sobre hielo a los 3 o 4 años después de ver las prácticas de su primo. A los 5 años comenzó a jugar como portero.

## Carrera de juego

### Letonia
Kivlenieks jugó para el Prizma Riga en la temporada 2011-12. Esa fue su única temporada con el equipo, y solo jugó un partido con un promedio de 9,52 goles (GAA). Decidieron no quedarse con él, y se fue al equipo Prizma U18, donde jugó como portero de tercera fila, jugando solo 12 partidos, pero tenía un GAA de 2.6.

### Júnior
Kivlenieks optó por dejar Letonia en 2013 a los 16 años y continuar su desarrollo en las ligas juveniles estadounidenses para perseguir su objetivo de unirse a la NHL. Kivlenieks fue animado a intentar unirse a la Liga de Hockey de América del Norte por Kārlis Zirnis, un entrenador de la selección nacional de Letonia y un cazatalentos de la NAHL. El primer equipo de Kivlenieks en Estados Unidos fueron los Edina Lakers, que jugaron en la Liga de Hockey Juvenil de Minnesota Tier III. Después de la temporada 2013-14, probó sin éxito para los Janesville Jets de la NAHL, y nuevamente jugó para los Lakers, ahora Forest Lake Lakers. En febrero de 2015, Kivlenieks fue llamado al Coulee Region Chill de la NAHL como reserva de emergencia, perdiendo 5-3 ante los Janesville Jets. En 2015, Kivlenieks fue incluido en el segundo equipo de estrellas del MJHL.
En la temporada 2015-16, Kivlenieks se unió al Coulee Region Chill como jugador permanente. Kivlenieks alcanzó el nivel I de hockey juvenil en la temporada 2016-17 de la USHL, lo que llevó a los Sioux City Musketeers a ganar la Copa Anderson como campeones de la temporada regular de la liga. Tuvo un promedio de 1.85 goles en contra y un porcentaje de salvamento de .932, siendo ambas estadísticas las segundas mejores en la historia de la liga. En los playoffs, su equipo llegó a la final, pero perdió la Copa Clark en la prórroga del Juego 5 de la final al Mejor de los Cinco. Kivlenieks fue incluido en el primer equipo All-Star y ganó los premios de Portero y Jugador del Año de la liga.

### Profesional
A pesar de no haber sido reclutado en el draft después de su última temporada con los Sioux City Musketeers, Kivlenieks firmó un contrato de nivel de entrada de tres años en mayo de 2017 con los Columbus Blue Jackets por un valor de $2,497,500. La temporada siguiente, fue asignado a las menores, uniéndose al equipo afiliado de la American Hockey League de los Blue Jackets, los Cleveland Monsters.
Durante la temporada 2019-20, Kivlenieks fue llamado en múltiples ocasiones a los Blue Jackets antes de comenzar su debut en la NHL, obteniendo su primera victoria en la NHL en una victoria por 2-1 contra los New York Rangers el 19 de enero de 2020. Detuvo 31 de los 32 tiros que enfrentó y terminó la noche con un porcentaje de salvamento de .969.
Kivlenieks comenzó los dos últimos juegos de la temporada 2020-21 de los Blue Jackets, ambos contra los Detroit Red Wings. El 7 de mayo de 2021, hizo 31 salvamentos en 34 tiros en una derrota por 5-2. La noche siguiente, en lo que sería su última aparición en la NHL, Kivlenieks salvó 33 de 37 tiros en una victoria por 5-4 en tiempo extra. Después del final de la temporada, Kivlenieks fue considerado un contendiente para el puesto de portero suplente en Columbus.

## Internacional
En 2013, Kivlenieks había jugado para la selección nacional de hockey sub-17 de Letonia. Kivlenieks jugó para el equipo nacional de Letonia juvenil en el Grupo A de la División I Mundial Juvenil de la IIHF de 2015 y 2016 y fue nombrado mejor portero en ambos eventos. En 2015, su equipo ganó el bronce, y en 2016 su equipo ganó el oro y la promoción a la primera división, con Kivlenieks teniendo un torneo liderando 1.71 GAA y un porcentaje de ahorro de .941.
Kivlenieks fue seleccionado por primera vez para la selección absoluta de Letonia, sirviendo como el tercer portero en el Campeonato Mundial IIHF 2018. Más tarde hizo su debut en el Campeonato Mundial con Letonia como país anfitrión del Campeonato Mundial IIHF 2021. Kivlenieks fue utilizado como portero titular, ya que llevó a Letonia a su primera victoria sobre Canadá y también a su primera derrota contra Kazajistán durante la fase de grupos.

## Fallecimiento
El 4 de julio de 2021, Kivlenieks resultó fatalmente herido durante un mal funcionamiento de fuegos artificiales mientras estaba en la casa del entrenador de porteros de los Columbus Blue Jackets, Manny Legace, en Novi, Míchigan. Kivleneiks había viajado a la casa de Legace junto con su compañero de equipo Elvis Merzlikins, un también portero letón, para celebrar el Día de la Independencia y la boda de la hija de Legace durante el fin de semana festivo. A pesar de jugar hockey en los Estados Unidos desde 2013, fue la primera vez que permaneció en el país el tiempo suficiente en la temporada baja para experimentar el 4 de julio.

### Investigación
Según el teniente de la policía de Novi, Jason Meier, un tubo de mortero se inclinó accidentalmente hacia la bañera de hidromasaje en la que Kivlenieks y otros estaban sentados y dispararon, golpeando a Kivlenieks directamente en el pecho mientras intentaba escapar junto con otros en la bañera. Kivlenieks fue trasladado al Hospital Ascension Providence con graves lesiones internas, donde más tarde fue declarado muerto.
Una autopsia realizada el 5 de julio dictaminó que la muerte de Kivlenieks fue accidental, debido a un traumatismo grave en el pecho, en el corazón y los pulmones causado por un mortero de fuegos artificiales. Antes de la autopsia, la policía dijo que se creía que Kivlenieks se resbaló y se golpeó la cabeza contra el concreto mientras huía de los fuegos artificiales que funcionaban mal. Según el teniente de la policía de Novi Jason Meier, la autopsia no mostró signos de traumatismo craneoencefálico o lesiones externas en el pecho. El 5 de julio, Meier dijo que los fuegos artificiales de nueve disparos eran legales en Míchigan y que la persona que los manejaba no estaba afectada ni había infringido ninguna ley estatal. La policía está investigando la muerte de Kivleniek como un accidente.

### Reacciones
En un comunicado, el presidente del equipo de operaciones de hockey, John Davidson, dijo que Kivlenieks «era un joven sobresaliente que saludaba a todos a diario con una sonrisa y que el impacto que tuvo durante sus cuatro años en nuestra organización no será olvidado». El excapitán de los Blue Jackets, Nick Foligno, dijo que Kivlenieks «no dio por sentado un día, lo que hace que esta tragedia sea aún más difícil de soportar».
La Federación Letona de Hockey sobre Hielo dijo en un comunicado que la muerte de Kivleniek fue «una gran pérdida no solo para el hockey letón sino para toda la nación letona». Los ejecutivos del equipo nacional masculino de hockey sobre hielo de Letonia y el excompañero de equipo de Kivleniek, Elvis Merzlikins, también portero letón, ayudaron a los Blue Jackets a comunicarse con la madre y el padrastro de Kivleniek, ninguno de los cuales habla inglés, con el fin de planificar los arreglos para un servicio conmemorativo durante la Pandemia de COVID-19.
Los fanáticos de los Blue Jackets crearon un monumento improvisado a Kivlenieks la noche del 4 de julio, colocando carteles, flores, palos y globos en la entrada del Nationwide Arena en Columbus. La misma noche, se guardó un minuto de silencio por Kivlenieks antes del Juego 4 de las Finales de la Copa Stanley de 2021 entre los Tampa Bay Lightning y los Montreal Canadiens en el Centre Bell de Montreal.

## Estadísticas de carrera

### Temporada regular y playoffs
Fuente: 
| 2011–12    | Prizma Riga           | LHL        | 1  | —  | —  | — | —    | —   | — | 9.52 | —    | —  | — | — | —   | —  | — | —    | —    |
| 2013–14    | Edina Lakers          | MNJHL      | 39 | —  | —  | — | —    | —   | — | 3.95 | .908 | 2  | — | — | —   | —  | — | 4.59 | .911 |
| 2014–15    | Forest Lake Lakers    | MNJHL      | 33 | —  | —  | — | —    | —   | — | 2.23 | .930 | 4  | — | — | —   | —  | — | 1.75 | .950 |
| 2014–15    | Coulee Region Chill   | NAHL       | 1  | 0  | 1  | 0 | 59   | 4   | 0 | 4.05 | .902 | —  | — | — | —   | —  | — | —    | —    |
| 2015–16    | Coulee Region Chill   | NAHL       | 29 | 16 | 10 | 1 | 1618 | 65  | 2 | 2.41 | .925 | 4  | 1 | 3 | 210 | 12 | 0 | 3.42 | .893 |
| 2016–17    | Sioux City Musketeers | USHL       | 49 | 36 | 7  | 2 | 2991 | 92  | 5 | 1.85 | .932 | 13 | 8 | 3 | 807 | 28 | 2 | 2.08 | .925 |
| 2017–18    | Cleveland Monsters    | AHL        | 43 | 14 | 21 | 4 | 2296 | 123 | 1 | 3.21 | .891 | —  | — | — | —   | —  | — | —    | —    |
| 2018–19    | Cleveland Monsters    | AHL        | 14 | 4  | 4  | 1 | 711  | 44  | 1 | 3.71 | .873 | —  | — | — | —   | —  | — | —    | —    |
| 2018–19    | Kalamazoo Wings       | ECHL       | 8  | 5  | 3  | 0 | 420  | 19  | 0 | 2.71 | .923 | —  | — | — | —   | —  | — | —    | —    |
| 2019–20    | Cleveland Monsters    | AHL        | 20 | 9  | 8  | 3 | 1194 | 59  | 1 | 2.96 | .904 | —  | — | — | —   | —  | — | —    | —    |
| 2019–20    | Columbus Blue Jackets | NHL        | 6  | 1  | 1  | 2 | 285  | 14  | 0 | 2.95 | .898 | —  | — | — | —   | —  | — | —    | —    |
| 2020–21    | Cleveland Monsters    | AHL        | 8  | 6  | 2  | 0 | 481  | 18  | 0 | 2.25 | .929 | —  | — | — | —   | —  | — | —    | —    |
| 2020–21    | Columbus Blue Jackets | NHL        | 2  | 1  | 1  | 0 | 124  | 7   | 0 | 3.40 | .901 | —  | — | — | —   | —  | — | —    | —    |
| NHL totals | NHL totals            | NHL totals | 8  | 2  | 2  | 2 | 409  | 21  | 0 | 3.09 | .899 | —  | — | — | —   | —  | — | —    | —    |

### Internacional
Fuente: 
| Año            | Equipo         | Evento         |                | GP | W | L | T   | MIN | Georgia | ENTONCES | GAA  | SV%  |
| -------------- | -------------- | -------------- | -------------- | -- | - | - | --- | --- | ------- | -------- | ---- | ---- |
| 2014           | Letonia        | WJC18-IA       | 4              | 2  | 1 | 0 | 203 | 8   | 0       | 2,37     | .899 |      |
| 2015           | Letonia        | WJC-IA         | 4              | 2  | 1 | 1 | 241 | 7   | 0       | 1,75     | .928 |      |
| 2016           | Letonia        | WJC-IA         | 4              | 4  | 0 | 0 | 245 | 7   | 0       | 1,71     | .941 |      |
| 2021           | Letonia        | WC             | 4              | 1  | 2 | 0 | 248 | 9   | 1       | 2.18     | .922 |      |
| Totales júnior | Totales júnior | Totales júnior | Totales júnior | 12 | 8 | 2 | 0   | 689 | 22      | 0        | 1,92 | .925 |
| Totales sénior | Totales sénior | Totales sénior | Totales sénior | 4  | 1 | 2 | 0   | 248 | 9       | 1        | 2.18 | .922 |

## Premios y honores
| Otorgar                  | Año        |       |
| MNJHL                    | MNJHL      | MNJHL |
| ------------------------ | ---------- | ----- |
| Segundo equipo All-Star  | 2015       |       |
| USHL                     |            |       |
| Primer equipo All-Star   | 2016-17    |       |
| Portero del año          | 2016-17    |       |
| Jugador del año          | 2016-17    |       |
| Internacional            |            |       |
| Mejor portero de WJC-D1  | 2015, 2016 |       |
| WJC-D1 Mejor GAA (1,71)  | 2016       |       |
| WJC-D1 Mejor SVS% (.932) | 2016       |       |